# Cases Prats
Les Cases Prats és una obra de Capellades (Anoia) protegida com a Bé Cultural d'Interès Local.

## Descripció
Conjunt de cases entre mitjeres format per una casa de planta baixa i tres pisos (antic número 20) i una altra amb planta baixa, pis i golfes (antic número 22). La primera d'elles conserva una porta d'entrada de pedra amb una llinda central trapezoïdal que sobresurt i que conté la grafia "TP" i la data "1878". La façana està en mal estat, les finestres estan tapiades i la barana dels balcons ha desaparegut. La segonca casa conserva dos portals d'entrada de pedra: un a l'esquerra, d'arc de mig punt adovellat amb un escut en la clau central del qual ha desaparegut la inscripció; i un a la detra que en origen era rebaixat però que després va ser modificat. La façana d'aquesta segona casa també es troba en mal estat.

## Història
Era un dels dos hostals que existien a La Font de la Reina, quan aquest lloc era pas obligat formant part del camí ral cap a l'Aragó. (hi havia dos hostals)
Va ser propietat de la senyora Balbina. El 1878 se li afegí una estructura al costat que no va ser acabada mai.